# Demonax brevelineatus
Demonax brevelineatus là một loài bọ cánh cứng trong họ Cerambycidae.